# Lygniodes ciliata
Lygniodes ciliata är en fjärilsart som beskrevs av Moore 1867. Lygniodes ciliata ingår i släktet Lygniodes och familjen nattflyn. Inga underarter finns listade i Catalogue of Life.

## Bildgalleri

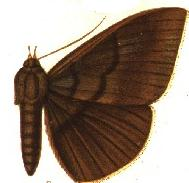